# Moltustranda
Moltustranda är en tätort i Herøy kommun i Møre og Romsdal fylke i västra Norge. Orten ligger vid fylkesväg 5868, på den norra sidan av ön Gurskøya.